# Ігрець
Ігрець — гора на однойменному хребті в Українських Карпатах. Висота 1311 метрів розташована неподалік с. Буковець, Верховинського району, Івано-Франківської області.
Гора досить стрімка та майже без лісу. З вершини відкриваються краєвиди навколишніх гір: Покутсько-Буковинські, Гринявські, Кострич, Чорногора і Чивчини з Мармароськими відрогами. Також, в безхмарну погоду видно обсерваторію на горі Піп Іван. Майже біля самої вершини можна побачити хатинки в автентичному стилі. Саме з-під Ігреця починається річка Рибниця.